# Brasiliens Grand Prix 2022
Brasiliens Grand Prix 2022, officiellt Formula 1 Heineken Grande Prêmio De São Paulo 2022, var ett Formel 1-lopp som avgjordes 13 november 2022 på Autódromo José Carlos Pace i São Paulo i Brasilien. Loppet var det tjugoförsta loppet ingående i Formel 1-säsongen 2022 och kördes över 71 varv. Loppet vanns av George Russell.
Detta var den tredje tävlingshelgen under säsongen 2022 där sprintkval kördes.

## Bakgrund
Sprintkvalet är ett format som introducerades under säsongen 2021 där förarna på lördagen kör ett kortare lopp för att bestämma startordningen för loppet på söndagen. Platsen på startgridden för sprintkvalet avgörs på fredagen genom det normala kvalformatet, det vill säga kvalrundor (Q1, Q2 och Q3). Enligt 2022 års regler tilldelades vinnaren av fredagens sista kvalrunda den formella utmärkelsen pole position.
De åtta bäst placerade förarna i sprintkvalet tilldelas poäng:
| Position       | 1:a | 2:a | 3:a | 4:a | 5:a | 6:a | 7:a | 8:a |
| -------------- | --- | --- | --- | --- | --- | --- | --- | --- |
| Poäng (sprint) | 8   | 7   | 6   | 5   | 4   | 3   | 2   | 1   |

### Ställning i mästerskapet före loppet
| Pos. | Förare          | Poäng |
| ---- | --------------- | ----- |
| 1    | Max Verstappen  | 416   |
| 2    | Sergio Pérez    | 280   |
| 3    | Charles Leclerc | 275   |
| 4    | George Russell  | 231   |
| 5    | Lewis Hamilton  | 216   |

| Pos. | Konstruktör      | Poäng |
| ---- | ---------------- | ----- |
| 1    | Red Bull         | 696   |
| 2    | Ferrari          | 487   |
| 3    | Mercedes         | 447   |
| 4    | Alpine-Renault   | 153   |
| 5    | McLaren-Mercedes | 146   |

- Notering: Endast de fem bästa placeringarna i vardera mästerskap finns med på listorna.

### Deltagare
Förarna och teamen var desamma som säsongens anmälningslista utan några ändringar för loppet. Logan Sargeant körde dock istället för Alexander Albon under andra träningspasset.

### Däckval
Däckleverantören Pirelli tog med sig däckblandningarna C2, C3 och C4 (betecknade hårda, medium respektive mjuka) för stallen att använda under tävlingshelgen.

### Träning
Under träning 2 körde Logan Sargeant istället för Alexander Albon, eftersom reglerna säger att minst två rookies ska köra ett träningspass för respektive stall under formel 1-säsongen.

## Kvalet
Kvalet kördes på fredagen den 11 november. Kvalet rödflaggades en gång under Q3, då George Russell kört ut i gruset och fastnade. Kevin Magnussen tog sin första pole position inför sprintloppet, med Max Verstappen på andra plats och George Russell på tredje plats.
| Pos.                    | Nr. | Förare            | Konstruktör           | Kvaltider | Kvaltider | Kvaltider | Start- grid |
| Pos.                    | Nr. | Förare            | Konstruktör           | Q1        | Q2        | Q3        | Start- grid |
| ----------------------- | --- | ----------------- | --------------------- | --------- | --------- | --------- | ----------- |
| 1                       | 20  | Kevin Magnussen   | Haas-Ferrari          | 1:13.954  | 1:11.410  | 1:11.674  | 1           |
| 2                       | 1   | Max Verstappen    | Red Bull-RBPT         | 1:13.625  | 1:10.881  | 1:11.877  | 2           |
| 3                       | 63  | George Russell    | Mercedes              | 1:14.427  | 1:11.318  | 1:12.059  | 3           |
| 4                       | 4   | Lando Norris      | McLaren-Mercedes      | 1:13.106  | 1:11.377  | 1:12.263  | 4           |
| 5                       | 55  | Carlos Sainz, Jr. | Ferrari               | 1:14.680  | 1:10.890  | 1:12.357  | 5           |
| 6                       | 31  | Esteban Ocon      | Alpine-Renault        | 1:14.663  | 1:11.587  | 1:12.425  | 6           |
| 7                       | 14  | Fernando Alonso   | Alpine-Renualt        | 1:13.542  | 1:11.394  | 1:12.504  | 7           |
| 8                       | 44  | Lewis Hamilton    | Mercedes              | 1:13.403  | 1:11.539  | 1:12.611  | 8           |
| 9                       | 11  | Sergio Pérez      | Red Bull-RBPT         | 1:13.613  | 1:11.456  | 1:15.601  | 9           |
| 10                      | 16  | Charles Leclerc   | Ferrari               | 1:14.486  | 1:10.950  | Ingen tid | 10          |
| 11                      | 23  | Alexander Albon   | Williams-Mercedes     | 1:14.324  | 1:11.631  | N/A       | 11          |
| 12                      | 10  | Pierre Gasly      | AlphaTauri-RBPT       | 1:14.371  | 1:11.675  | N/A       | 12          |
| 13                      | 5   | Sebastian Vettel  | Aston Martin-Mercedes | 1:13.597  | 1:11.678  | N/A       | 13          |
| 14                      | 3   | Daniel Ricciardo  | McLaren-Mercedes      | 1:14.931  | 1:12.140  | N/A       | 14          |
| 15                      | 18  | Lance Stroll      | Aston Martin-Mercedes | 1:14.398  | 1:12.210  | N/A       | 15          |
| 16                      | 6   | Nicholas Latifi   | Williams-Mercedes     | 1:15.095  | N/A       | N/A       | 16          |
| 17                      | 24  | Zhou Guanyu       | Alfa Romeo-Ferrari    | 1:15.197  | N/A       | N/A       | 17          |
| 18                      | 77  | Valtteri Bottas   | Alfa Romeo-Ferrari    | 1:15.486  | N/A       | N/A       | 18          |
| 19                      | 22  | Yuki Tsunoda      | AlphaTauri-RBPT       | 1:16.264  | N/A       | N/A       | 19          |
| 20                      | 47  | Mick Schumacher   | Haas-Ferrari          | 1:16.361  | N/A       | N/A       | 20          |
| 107 %-gränsen: 1:18.223 |     |                   |                       |           |           |           |             |
| Källor:                 |     |                   |                       |           |           |           |             |

## Sprintkval
Sprintkvalet ägde rum den 12 november och kördes över 24 varv.
| Pos.                                                          | Nr. | Förare            | Konstruktör           | Varv | Tid/Bröt  | Grid | Poäng | Start- grid |
| ------------------------------------------------------------- | --- | ----------------- | --------------------- | ---- | --------- | ---- | ----- | ----------- |
| 1                                                             | 63  | George Russell    | Mercedes              | 24   | 30:11.307 | 3    | 8     | 1           |
| 2                                                             | 55  | Carlos Sainz, Jr. | Ferrari               | 24   | 3.995+    | 5    | 7     | 7           |
| 3                                                             | 44  | Lewis Hamilton    | Mercedes              | 24   | 4.492+    | 8    | 6     | 2           |
| 4                                                             | 1   | Max Verstappen    | Red Bull-RBPT         | 24   | 10.494+   | 2    | 5     | 3           |
| 5                                                             | 11  | Sergio Pérez      | Red Bull-RBPT         | 24   | 11.855+   | 9    | 4     | 4           |
| 6                                                             | 16  | Charles Leclerc   | Ferrari               | 24   | 13.133+   | 10   | 3     | 5           |
| 7                                                             | 4   | Lando Norris      | McLaren-Mercedes      | 24   | 25.624+   | 4    | 2     | 6           |
| 8                                                             | 20  | Kevin Magnussen   | Haas-Ferrari          | 24   | 28.768+   | 1    | 1     | 8           |
| 9                                                             | 5   | Sebastian Vettel  | Aston Martin-Mercedes | 24   | 30.218+   | 13   |       | 9           |
| 10                                                            | 10  | Pierre Gasly      | AlphaTauri-RBPT       | 24   | 34.170+   | 12   |       | 10          |
| 11                                                            | 3   | Daniel Ricciardo  | McLaren-Mercedes      | 24   | 39.395+   | 14   |       | 11          |
| 12                                                            | 47  | Mick Schumacher   | Haas-Ferrari          | 24   | 41.159+   | 20   |       | 12          |
| 13                                                            | 24  | Zhou Guanyu       | Alfa Romeo-Ferrari    | 24   | 41.763+   | 17   |       | 13          |
| 14                                                            | 77  | Valtteri Bottas   | Alfa Romeo-Ferrari    | 24   | 42.338+   | 18   |       | 14          |
| 15                                                            | 22  | Yuki Tsunoda      | AlphaTauri-RBPT       | 24   | 50.306+   | 19   |       | PL          |
| 16                                                            | 18  | Lance Stroll      | Aston Martin-Mercedes | 24   | 50.700+   | 15   |       | 15          |
| 17                                                            | 31  | Esteban Ocon      | Alpine-Renault        | 24   | 51.756+   | 6    |       | 16          |
| 18                                                            | 14  | Fernando Alonso   | Alpine-Renault        | 24   | 53.985+   | 7    |       | 17          |
| 19                                                            | 6   | Nicholas Latifi   | Williams-Mercedes     | 24   | 76.850+   | 16   |       | 18          |
| DNF                                                           | 23  | Alexander Albon   | Williams-Mercedes     | 12   | Däck      | 11   |       | 19          |
| Snabbaste varv: George Russell (Mercedes) - 1:14.233 (varv 4) |     |                   |                       |      |           |      |       |             |
| Källor:                                                       |     |                   |                       |      |           |      |       |             |

Noter
1. ↑  Carlos Sainz, Jr. har en 5 platsers nerflyttning efter att ha använt mer än tillåtna antalet kraftenheter.
2. ↑  Yuki Tsunoda tvingades starta från depån eftersom han brutit mot Parc Fermé.

## Loppet
| Pos.                                                           | No. | Förare           | Konstruktör                  | Varv | Tid/Bröt    | Grid | Poäng |
| -------------------------------------------------------------- | --- | ---------------- | ---------------------------- | ---- | ----------- | ---- | ----- |
| 1                                                              | 63  | George Russell   | Mercedes                     | 71   | 1:38:34.044 | 1    | 261   |
| 2                                                              | 44  | Lewis Hamilton   | Mercedes                     | 71   | +1.529      | 2    | 18    |
| 3                                                              | 55  | Carlos Sainz Jr. | Ferrari                      | 71   | +4.051      | 7    | 15    |
| 4                                                              | 16  | Charles Leclerc  | Ferrari                      | 71   | +8.441      | 5    | 12    |
| 5                                                              | 14  | Fernando Alonso  | Alpine-Renault               | 71   | +9.561      | 17   | 10    |
| 6                                                              | 1   | Max Verstappen   | Red Bull Racing-RBPT         | 71   | +10.056     | 3    | 8     |
| 7                                                              | 11  | Sergio Pérez     | Red Bull Racing-RBPT         | 71   | +14.080     | 4    | 6     |
| 8                                                              | 31  | Esteban Ocon     | Alpine-Renault               | 71   | +18.690     | 16   | 4     |
| 9                                                              | 77  | Valtteri Bottas  | Alfa Romeo-Ferrari           | 71   | +22.552     | 14   | 2     |
| 10                                                             | 18  | Lance Stroll     | Aston Martin Aramco-Mercedes | 71   | +23.552     | 15   | 1     |
| 11                                                             | 5   | Sebastian Vettel | Aston Martin Aramco-Mercedes | 71   | +26.183     | 9    |       |
| 12                                                             | 24  | Zhou Guanyu      | Alfa Romeo-Ferrari           | 71   | +29.325     | 13   |       |
| 13                                                             | 47  | Mick Schumacher  | Haas-Ferrari                 | 71   | +29.899     | 12   |       |
| 14                                                             | 10  | Pierre Gasly     | AlphaTauri-RBPT              | 71   | +31.8672    | 10   |       |
| 15                                                             | 23  | Alexander Albon  | Williams-Mercedes            | 71   | +36.016     | 19   |       |
| 16                                                             | 6   | Nicholas Latifi  | Williams-Mercedes            | 71   | +37.038     | 18   |       |
| 17                                                             | 22  | Yuki Tsunoda     | AlphaTauri-RBPT              | 70   | +1 lap      | PL   |       |
| DNF                                                            | 4   | Lando Norris     | McLaren-Mercedes             | 50   | Växellåda   | 6    |       |
| DNF                                                            | 20  | Kevin Magnussen  | Haas-Ferrari                 | 0    | Kollision   | 8    |       |
| DNF                                                            | 3   | Daniel Ricciardo | McLaren-Mercedes             | 0    | Kollision   | 11   |       |
| Snabbaste varv: George Russell (Mercedes) – 1:13.785 (varv 61) |     |                  |                              |      |             |      |       |
| Source:                                                        |     |                  |                              |      |             |      |       |

Notes
- ^1  – Inkluderar en poäng för snabbaste varv.[17]
- ^2  – Pierre Gasly slutade på 12:e plats, men fick ett straff på fem sekunder på grund av fortkörning i depån.[16]